# Mailhac-sur-Benaize
Mailhac-sur-Benaize, okzitanisch Malhac, ist eine Gemeinde  mit 273 Einwohnern (Stand 1. Januar 2022) an der Benaize in Frankreich. Sie gehört zur Region Nouvelle-Aquitaine, zum Département Haute-Vienne, zum Arrondissement Bellac und zum Kanton Châteauponsac. 

## Geographie
Durch das Gemeindegebiet führt der Fluss Benaize, in den hier seine Zuflüsse Chaume von rechts und Glevert von links einmünden. An der südöstlichen Gemeindegrenze verläuft die Asse.
Mailhac-sur-Benaize grenzt im Nordwesten an Cromac, im Nordosten an Saint-Georges-les-Landes, im Osten an Saint-Sulpice-les-Feuilles, im Südosten an Arnac-la-Poste, im Südwesten an Saint-Hilaire-la-Treille und im Westen an Saint-Léger-Magnazeix. Durch Mailhac-sur-Benaize führt die ehemalige Route nationale 712.

## Bevölkerungsentwicklung
| Jahr      | 1962 | 1968 | 1975 | 1982 | 1990 | 1999 | 2008 | 2013 |
| --------- | ---- | ---- | ---- | ---- | ---- | ---- | ---- | ---- |
| Einwohner | 421  | 408  | 412  | 373  | 357  | 314  | 311  | 306  |

## Sehenswürdigkeiten
- Kirche Saint-Gervais et Saint-Protais
- Dolmen de Bouéry, in privatem Besitz, seit 6. Februar 1940 Monument historique